# پل زازا
پل زازا (انگلیسی: Paul Zaza) یک آهنگ‌ساز اهل کانادا است. 

## فیلم‌شناسی
- پرده
- چسفیل
- گاز
- گوزن
- مغز
- بیس